# Bittera Gyula
Hideghéti Bittera Gyula Kálmán Ferenc Ede (Nagyszalatna, 1893. február 9. – Budapest, 1970. október 21.) gyógynövénytermesztő.

## Életrajza
A római katolikus Zólyom vármegyei régi nemesi hideghéti Bittera család sarja. 1893. február 9-én született Nagyszalatnán. Apja, hideghéti Bittera Kálmán (1863–1912), a nagyszalatnai főszolgabíró, anyja, az ágostai hitvallású polgári származású Dillnberger Etelka (1865–1956) asszony volt. Apai nagyszülei hideghéti Bittera Kálmán (1829–1893), királyi tanácsos, Besztercebánya szabad királyi város polgármestere, és Polonyi Borbála asszony voltak. Anyai nagyszülei Dillnberger Ede, kereskedő, és Lübeck Emília voltak.
Tanulmányait a budapesti tudományegyetemen folytatta, de hallgatta a műegyetem kémiai és az Állatorvosi Főiskola anatómiai előadásait is. Egyetemi évei alatt az Ornitológiai Központban Herman Ottó irányítása alatt is dolgozott, már ekkor több cikke jelent meg az Aquilában és a Barlangkutatásban. Bölcsészdoktori oklevelet szerzett, de érdeklődése mindinkább a kémia felé fordult.
Az első világháború utolsó éveiben egyre nagyobb igény volt a gyógy-és illóolajos növények termesztése, illetve olajuk előállítása iránt. 1919-ben a Magyar Általános Hitelbank segítségével Kaposváron illóolaj és vegyészeti gyárat létesített. Öt évvel később Budapesten önálló illóolajgyárat hozott létre.
Nevéhez fűződik a híres tihanyi levendulás létesítése, ahol jelentős termesztéstechnológiai ismeretekre tett szert.
Számos újítás fűződik nevéhez, különböző szappanillat-kompozíciók készítési módjait dolgozta ki. Felismerte a paprikamalmokban képződött őrlési hulladék gyógyszerészeti jelentőségét. A reumás bántalmak ellen ajánlott Bittera-féle paprikakivonatot külföldön is ismerték. Tanulmányokat írt a levendulahibridekről és a levendula nemesítéséről.
Gyárát 1949-ben államosították, átmenetileg ő sem dolgozhatott, de 1952-től már ismét folytatta kutatásait. 1963-ban ment nyugdíjba a Gyógynövénykutató Intézetből.

## Főbb munkái
- Az illóolajnövények termelése érfeldolgozása Magyarországon (Budapest, 1958)
- Magyarország illóolajnövényei (Budapest, 1960)